# Pou de gel de Torà
El Pou de gel és un pou de glaç de Torà, a la comarca de la Solsonès inclòs a l'Inventari del Patrimoni Arquitectònic de Catalunya.

## Descripció
Pou de gel datat el 1613 i situat al nucli urbà de Torà sota la plaça de la Creu, davant de la creu de Sant Ramon.
Presenta, com és propi en aquestes construccions, una planta circular (d'uns 6 metres de diàmetre) amb parets verticals fins a l'arrencada de la volta, en forma de cúpula més aviat rebaixada. El pou va ser construït amb un aparell de grans carreus de pedra de sauló, ben tallada i alineada. En el vèrtex hi hauria l'obertura, avui tapada, que permetia l'accés i extracció dels blocs de gel i de les persones. També es troba una segona obertura a l'arrencada de la volta -en el mur que mira a l'est-, precedida per un corredor o galeria amb sortida a l'exterior. El terra, ben enllosat, presenta una cavitat per tal de recollir l'aigua del desglaç.